# Nationaal park Auyuittuq
Het Nationaal park Auyuittuq (Engels: Auyuittuq National Park) is een nationaal park in Canada. Het ligt in het noordoosten van het territorium Nunavut meer bepaald in het noordoosten van Baffineiland, boven de poolcirkel aan de Baffinbaai.
Het park werd opgericht in 1976 als een National Park Reserve en werd in 2000 gepromoveerd tot National Park met alle beschermingsonderdelen die hier deel van uitmaken.
Het 19.089 km² groot park omvat fjorden, gletsjers en ijsvlakten.  De vegetatie is beperkt en omvat bergavens, koekoeksbloem, klaproos en steenbreek naast struiken als dwergberk, arctische wilg en struikhei.
Het park is de habitat qua fauna van lemmingen (zowel bruine lemmingen als Groenlandse halsbandlemmingen), vossen, sneeuwuilen, slechtvalken, hermelijnen, ruigpootbuizerds, giervalken, beloega's, sneeuwganzen, ijsberen, narwals, canadaganzen, poolvossen, poolhazen en Groenlandse kariboes.